# Casa dell'Alcova

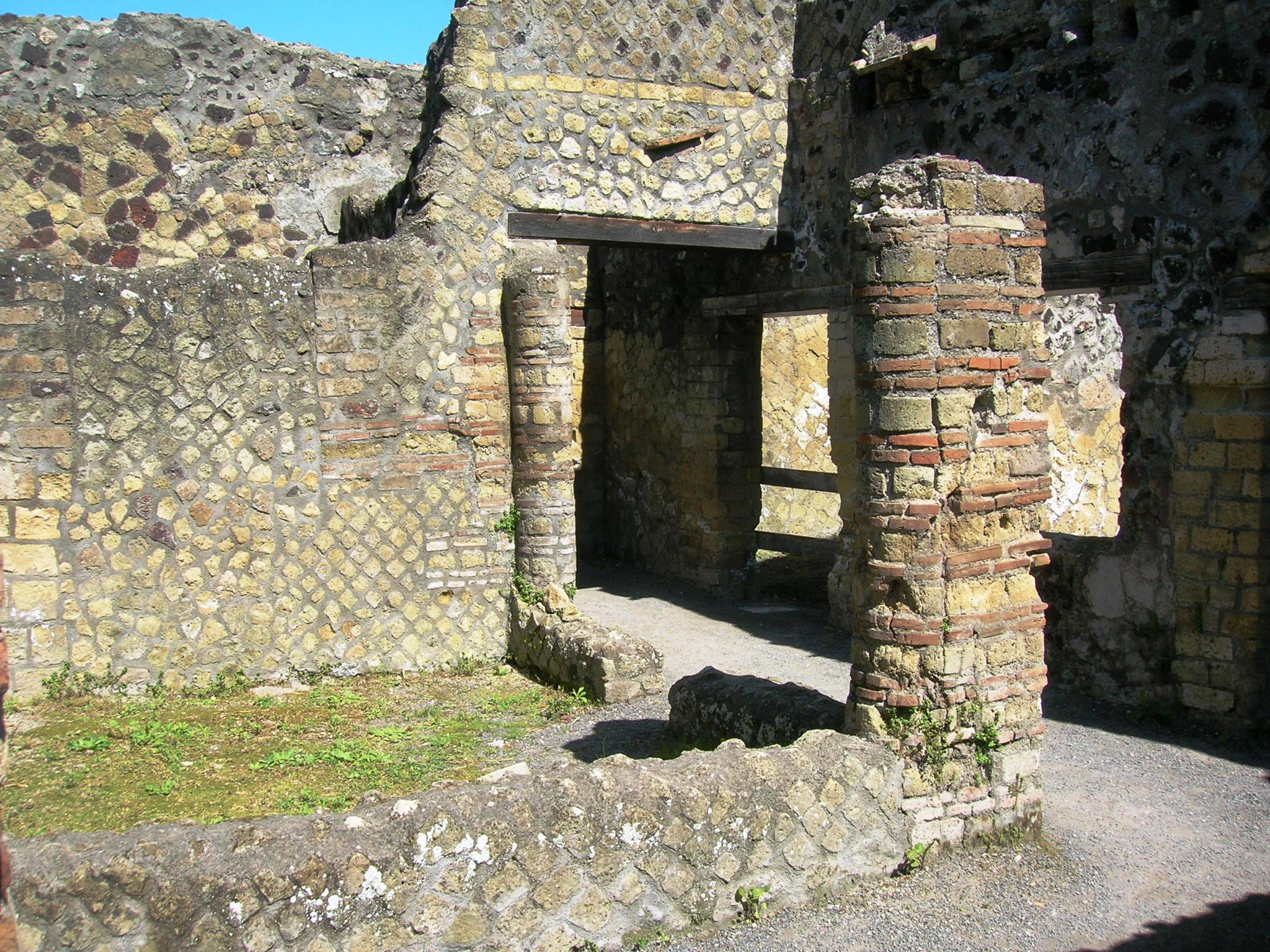
Il cortile principale

La casa dell'Alcova è una casa di epoca romana, sepolta durante l'eruzione del Vesuvio del 79 e ritrovata a seguito degli scavi archeologici dell'antica Ercolano: è così chiamata per via di un ambiente absidato, denominato alcova.

## Storia e descrizione
La casa venne seppellita insieme al resto della città sotto una coltre di fango durante l'eruzione del Vesuvio nel 79: fu quindi esplorata tramite cunicoli nel XVIII secolo dagli esploratori borbonici, i quali la depredarono quasi completamente di tutti gli elementi decorativi, e venne riportata alla luce all'inizio del XX secolo a seguito degli scavi condotti da Amedeo Maiuri.

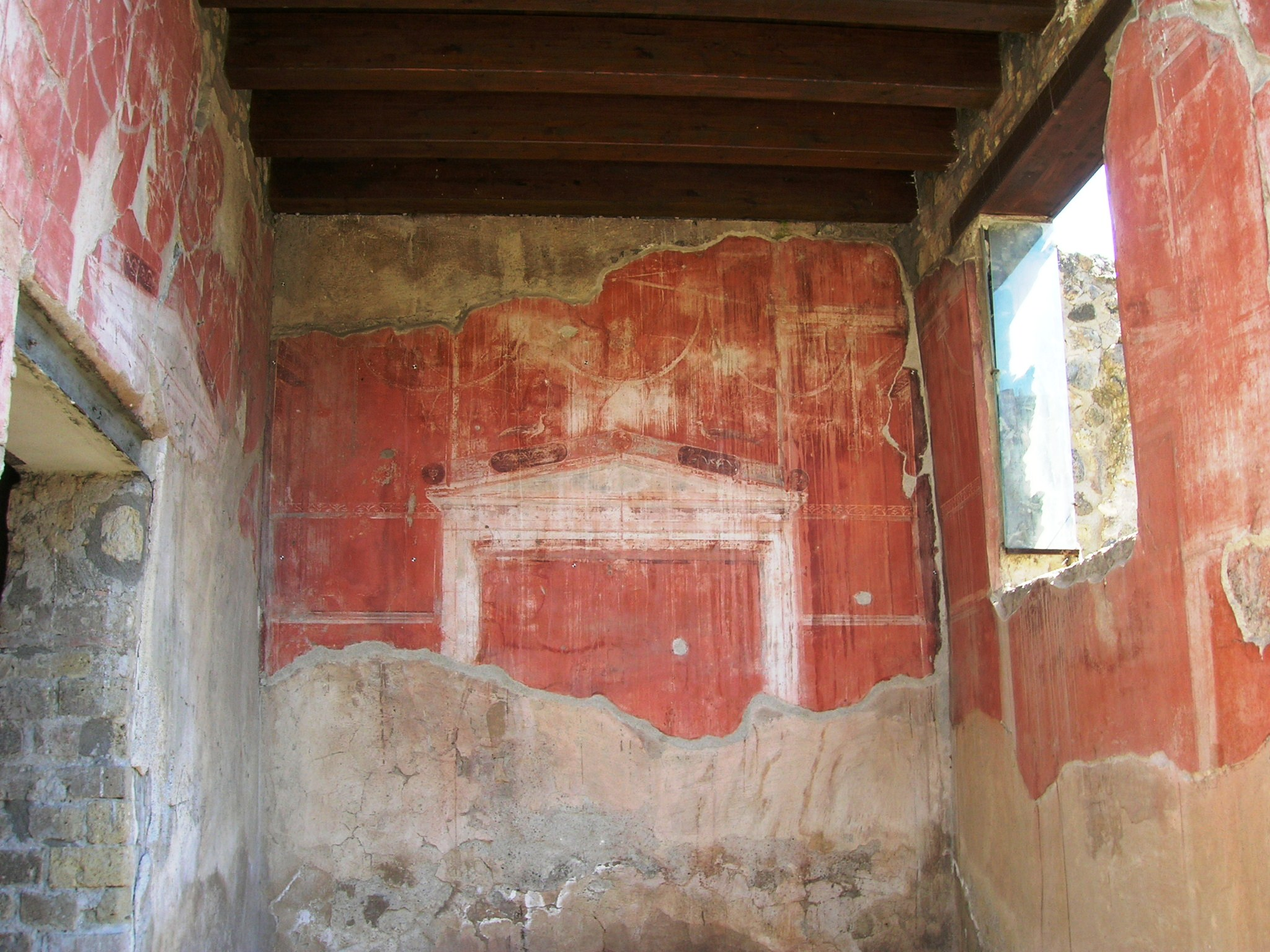
Affreschi in quarto stile

La casa dell'Alcova ha una superficie di circa quattrocentosessanta metri quadrati: si tratta in realtà di due abitazioni con ingresso comune dal cardo IV; superate le fauci d'ingresso, le quali su entrambi i lati hanno una porta che conduce ad ambienti di servizio, si giunge al cortile principale, colonnato sul lato orientale e con resti di decorazione parietale lungo il lato nord in quarto stile, caratterizzato da disegni di elementi architettonici come il frontone di un portale.

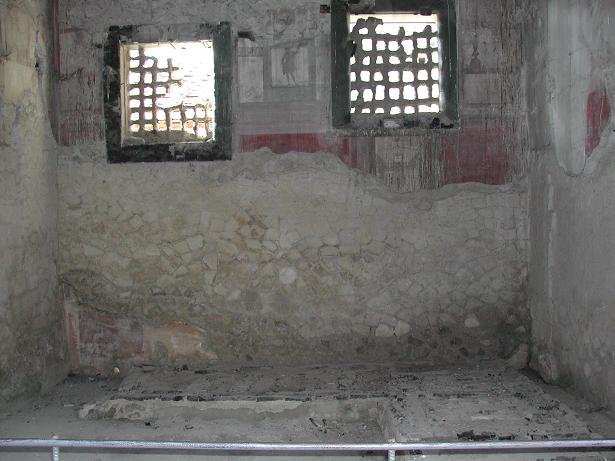
Condizioni dei luoghi nel 2007

Dal cortile si accede alle due case: la prima, che continua in asse con questo ambiente, ha un altro cortile, sul quale si aprono diversi ambienti tra cui un cubicolo con pareti affrescate in terzo stile con pannelli in blu e zoccolatura in rosso ed un oecus, nel quale è resistito l'affresco di Arianna abbandonata, l'unico a non essere stato rimosso durante le indagini borboniche.
Dal cortile principale, tramite due gradini, si accede anche alla seconda casa: anche questa ha un ennesimo atrio sul quale si affacciano tre ambienti, tra cui un cubicolo, nel quale fu ritrovato un tavolo in marmo rotondo, ed un biclinium, con affreschi in terzo stile, decorato con disegni di elementi architettonici, e nel quale sono ancora visibili le basi di due divani e le grate di due finestre in ferro incorniciate in legno.
Dall'atrio, inoltre, un corridoio, senza alcuna decorazione parietale, ma con pavimento a mosaico bianco racchiuso in una doppia cornice nera, conduce a due camere, precedute da una stanza che funge da pozzo di luce: la prima ha decorazioni in terzo stile, con pannelli bianchi delimitati in rosso su una zoccolatura ugualmente bianca, mentre l'altra stanza presenta pitture simili alla precedente, tuttavia con decorazioni maggiormente elaborate soprattutto di prospettive e elementi architettonici e pavimento in grigio con inserti di marmo colorato; la parete sud di quest'ambiente presenta un'alcova, ossia una nicchia semicircolare, da cui la casa prende il nome, con al centro una finestra ed un incavo per piante.